# George Smoot
George Fitgerald Smoot (Yukon, EUA, 1945) és un físic i professor universitari estatunidenc guardonat amb el Premi Nobel de Física l'any 2006.

## Biografia
Va néixer el 20 de febrer de 1945 a la ciutat de Yukon, situada a l'estat nord-americà de Florida. Va estudiar matemàtiques abans de matricular-se a l'Institut Tecnològic de Massachusetts, on es llicencià en física l'any 1966 i es doctorà el 1970, amb una tesi doctoral sobre la física de partícules.
Actualment és professor de física a la Universitat de Califòrnia a Berkeley.

## Recerca científica
Inicià la seva recerca al Laboratori Nacional Lawrence Berkeley col·laborant amb Luis Walter Alvarez en el desenvolupament d'un globus sonda estratosfèric per la detecció d'antimatèria en l'atmosfera terrestre.
Posteriorment s'interessà en la radiació còsmica de fons (CMB), descoberta per Arno Allan Penzias i Robert Woodrow Wilson l'any 1964. En aquells moments diverses preguntes estaven obertes sobre aquesta radiació, relacionant-se directament amb les preguntes fonamentals sobre l'estructura i formació de l'univers. Certs models havien predit que tot l'univers rodava, la qual cosa interferia en la CMB: la seva temperatura depenia de la direcció de l'observació.

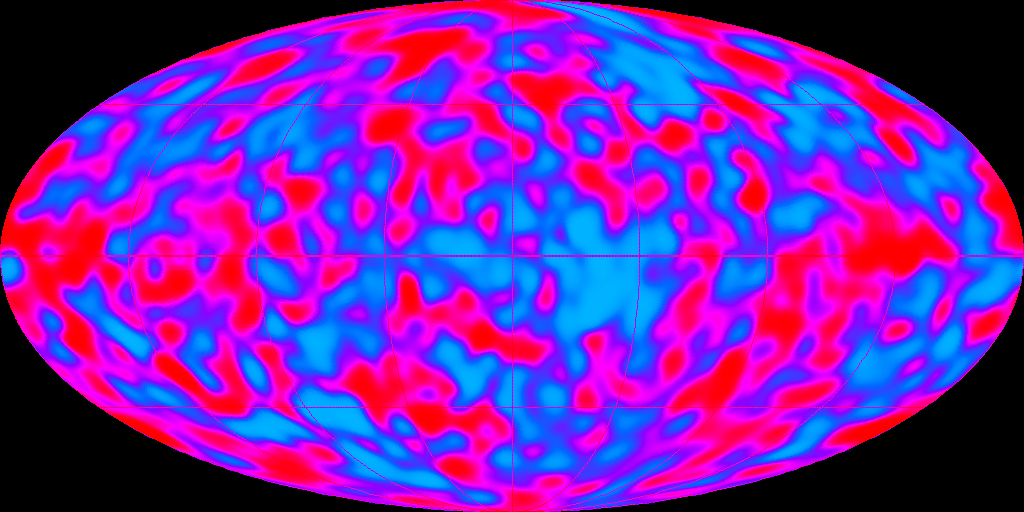
Mapa de les fluctuacions detectades pel COBE.

Amb l'ajuda d'Alvarez i Richard A. Muller va desenvolupar un radiòmetre diferenciat que va amidar la diferència en la temperatura del CMB entre dues direccions amb una separació de 60 graus. L'instrument va permetre determinar que la rotació total de l'univers era zero (dins del límit de l'exactitud de l'instrument). No obstant va detectar una variació en la temperatura del CMB d'un altre tipus, l'anomenat efecte Doppler del moviment de la terra concernent a l'àrea de l'emissió del CMB. Aquest efecte Doppler es presenta perquè el sol (i de fet tota la Via Làctia) no és immòbil, sinó que s'està movent en gairebé 600 km/s. Això és probablement a causa de l'atracció gravitacional entre la nostra galàxia i una concentració de massa com el Gran Atractor. Els seus estudis els realitzà mitjançant el satèl·lit artificial COBE demostrant que poc després del big-bang existien a l'univers irregularitats que foren les "llavors" de la posterior formació de les galàxies.
Posteriorment orientà la seva recerca al voltant de l'energia fosca i els cossos negres.
L'any 2006 fou guardonat, juntament amb John C. Mather, amb el Premi Nobel de Física per la seva recerca sobre els cossos negres i l'anisotropia de la radiació còsmica de fons.